# Temur Chogadze
Temur Chogadze (in georgiano თემურ ჩოგაძე?; 5 maggio 1998) è un calciatore georgiano, centrocampista del Kauno Žalgiris.

## Caratteristiche tecniche
È un esterno destro.

## Carriera

### Club
Cresciuto nel settore giovanile del Saburtalo Tbilisi, ha debuttato in prima squadra il 24 ottobre 2014 disputando l'incontro di Erovnuli Liga 2 vinto 5-1 contro il Sasco. Negli anni seguenti ha giocato in patria anche con Dinamo Batumi, Rustavi e T'orp'edo Kutaisi prima di trasferirsi in Ucraina nel gennaio del 2020, quando ha firmato con l'Olimpik Donec'k.

### Nazionale
Ha giocato nella nazionale georgiana Under-19.